# Néophobie alimentaire
La néophobie alimentaire est un refus de goûter certains aliments ou groupes d’aliments, par peur de manger et d’essayer de nouveaux mets (angoisse d’incorporation). L'enfant ou l'adulte devient réticent à goûter des aliments non familiers, éprouve du dégoût face à ces derniers et consomme donc une variété très restreinte de produits qui peut se limiter, par exemple, à certaines textures, groupes alimentaires ou marques commerciales appréciées et déjà connues.
Elle ne doit pas être confondue avec le trouble de restriction ou évitement de l’ingestion des aliments ou sélectivité alimentaire.

## Présentation
La néophobie alimentaire est une phase normale et transitoire du développement de l’enfant.
C’est une réaction de protection inévitable qui se manifeste habituellement vers l’âge de 2 ou 3 ans et qui s’atténue avec l’âge,,. Environ trois enfants sur quatre deviendront sélectifs, mais avant l’âge de deux ans, la néophobie est quasiment inexistante. « Elle se manifeste de façon rigide entre 4 et 7 ans et diminue progressivement jusqu’à 10 ou 11 ans ». 
Les comportements typiques, observables chez l’enfant, sont de détourner la tête, trier les aliments, grimacer, recracher, repousser la fourchette, etc.. La classe des fruits et légumes,, et celle des viandes, de même que les aliments au goût relevé sont les plus souvent rejetés, selon un mécanisme de défense qui correspond à un atavisme de protection contre l'ingestion d'aliments toxiques.
Ce trouble peut persister jusqu'à l'âge adulte.

## Classification
Hanse définit trois niveaux de néophobie alimentaire,:
- Niveau 1 - L’enfant demande à goûter un plat avant de le consommer ; 39 % des enfants s’y situent.
- Niveau 2 - L’enfant doit être fortement incité à essayer de nouvelles choses; 32 %.
- Niveau 3 - L’enfant refuse catégoriquement tout aliment nouveau; jusqu’à 6 % des enfants se situeraient à ce niveau.

## Causes
Chaque individu présente son propre profil de préférences alimentaire. Les causes de la néophobie alimentaire sont nombreuses et incluent des causes d’origine sensorielle, praxique, cognitive, affective, comportementale et environnementale,. Le contexte social, les pairs, la personnalité de l’enfant et les caractéristiques de l’aliment présenté pourraient également jouer un rôle dans la néophobie alimentaire. Finalement, comme l’enfant acquiert plusieurs de ses habitudes par imitation, l’attitude des parents peut aussi influencer significativement les comportements alimentaires. 

## Conséquences
Avec patience, persévérance et envie en ne forçant pas l’enfant et avec une exposition répétée aux aliments, la néophobie alimentaire peut être surmontée. En effet, il a été démontré qu’au bout de huit expositions, les aliments rejetés sont normalement plus facilement acceptés. Par conséquent, si elle perdure et devient plus sévère, on peut parler alors de trouble de restriction ou évitement de l’ingestion des aliments, qui peut entraîner des problèmes de santé importants chez l’enfant incluant un apport alimentaire insuffisant, une carence nutritionnelle, un retard staturo-pondéral ou même un surpoids, compromettant ainsi sa croissance et son développement,.

## Évaluation
Le Questionnaire pour enfants de néophobie alimentaire (QENA), élaboré par Rubio et Rigal, permet de déterminer le niveau de néophobie alimentaire chez l’enfant et est composé de 13 items jugés selon une échelle de 1 à 4. 

## Interventions
Enfin, plusieurs trucs et astuces existent pour atténuer progressivement la néophobie, comme servir le nouvel aliment avec d’autres aliments connus et gratifier l’enfant pour ses efforts. Il existe aussi des programmes d’intervention qui ont démontré leur efficacité, tels que le SOS approach to feeding,, et Just take a bite,.